# Zamek Sinobrodego
Zamek Sinobrodego lub Zamek Księcia Sinobrodego (węg. A kékszakállú herceg vára) – jednoaktowa opera ekspresjonistyczna z muzyką napisaną przez Bélę Bartóka do libretta Béli Balázsa w 1911 roku.

## Osoby
- książę Sinobrody – bas
- Judyta, żona Sinobrodego – mezzosopran
- trzy żony Sinobrodego – postacie nieme

## Treść
Cały utwór rozgrywa się w scenerii średniowiecznego zamku. Główny wątek opery toczy się w mrocznej, pozbawionej okien komnacie, do której wchodzą Judyta i Sinobrody. Z komnaty prowadzą schody do siedmiu zamkniętych drzwi. Za pierwszymi znajduje się sala tortur, za drugimi jest zbrojownia, za następnymi jest skarbiec, a kolejne wrota skrywają piękny ogród. W piątej komnacie znajduje się przepiękne królestwo Sinobrodego, w szóstej (otwartej mimo przestróg) znajduje się białe jezioro łez. Siódma komnata (od której otwarcia Sinobrody chce odwieść swą żonę) jest zajęta przez jego poprzednie trzy żony (utożsamiane z porankiem, południem i zmierzchem życia Sinobrodego). Sinobrody wyjawia Judycie, że po jej odejściu czeka go wieczna ciemność. Jednak ta (mimo jego próśb) wchodzi do ostatniej komnaty. Drzwi natychmiast się za nią zamykają.
W mrocznym zamku Sinobrodego pojawi się Judyta, która z miłości do niego zostawiła swego ojca, brata i narzeczonego. Jej miłość jest czysta i szczera. Pragnie wprowadzić światło w świat swego wybranka. Targają nią podejrzenia i niepewność, bo doszły do niej słuchy, co stało się z poprzednimi żonami Sinobrodego. Mimo to kocha go i pragnie żyć szczęśliwie u jego boku. W ponurym zamku Sinobrodego panuje złowieszcza i tajemnicza atmosfera. W głębi komnaty Judyta dostrzega siedmioro żelaznych drzwi. Prosi Sinobrodego, aby dał jej klucz do pierwszych drzwi, lecz on tłumaczy jej, że pewne rzeczy powinny pozostać w ukryciu na zawsze. Judyta nalega i dostaje klucz. Za pierwszymi drzwiami znajduje się pomieszczenie, którego ściany pokrywa krew. To izba tortur, tłumaczy jej Sinobrody. Judyty to nie odstrasza. Prosi o kolejny klucz. Za drugimi drzwiami znajduje broń różnego rodzaju, na niej również są ślady krwi. To zbrojownia. Judyta otrzymuje kolejny klucz. Za trzecimi drzwiami znajdują się kosztowności, biżuteria i różnego rodzaju bogactwa. Sinobrody mówi Judycie, że wszystko to należy do niej. Lecz i bogactwa te zbrukane są krwią. Judyta nie poddaje się, chce otworzyć wszystkie drzwi, aby wpuścić światło, które rozproszy mrok. Prosi Sinobrodego o następny klucz. Za czwartymi drzwiami pojawia się oczom Judyty przecudny ogród, pełen kwiatów i zieleni. Judyta nie cieszy się ich widokiem zbyt długo. Płatki kwiatów pokrywa lepka krew. Judyta dostaje klucz do piątych drzwi. Za nimi znajduje się królestwo Sinobrodego. Lecz Judyta jest nieustępliwa. Chce kolejnego klucza. Sinobrody zwraca jej uwagę na światło, które już wpuściła do jego zamku przez pięć otwartych drzwi. Lecz ona chce poznać całą prawdę i domaga się klucza, który w końcu dostaje. Za szóstymi drzwiami jest ciche, białe jezioro. Jezioro Łez. Sinobrody błaga Judytę, by nie otwierała ostatnich drzwi. Ona już ma pewność, co znajduje się za ostatnimi drzwiami. Pomordowane żony Sinobrodego! Judyta stanowczo żąda ostatniego klucza. Sinobrody zrezygnowany i gniewny wręcza jej go. I nagle wszystko pokrywa ciemność. Po chwili, wśród blasku księżyca pojawiają się trzy postacie. To zamordowane żony Sinobrodego. Pierwsza pojawiła się u niego o świcie, więc po kres jego dni świt należeć będzie do niej. Druga przyszła do niego w południe, więc do niej będzie należało południe. Trzecia pojawiła się wieczorem, więc każdy wieczór będzie jej. Teraz, gdy Judyta poznała wszystkie tajemnice Sinobrodego musi pozostać za siódmymi drzwiami. Wyszła za niego nocą, więc od teraz wszystkie noce będą należały do niej.

## Historia utworu
Opera pozbawiona jest akcji, cechuje się jednak rozbudowaną symboliką. Premiera dzieła odbyła się w Budapeszcie 24 maja 1918 roku. Zamek Sinobrodego święcił następnie tryumfy na wielu europejskich scenach. Jest uważany za jedno z ciekawszych dzieł Bartóka.